# 8 Gwardyjski Korpus Zmechanizowany

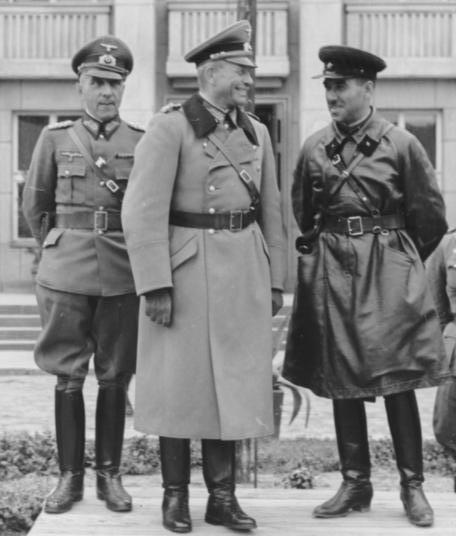
Gen. por.Siemion Kriwoszein (pierwszy z prawej), jeden z dowódców 8 Gwardyjskiego Korpusu Zmechanizowanego. Twierdza Brześć 1939

8 Gwardyjski Karpacko-Berliński Korpus Zmechanizowany odznaczony Orderem Czerwonej Gwiazdy i Orderem Suworowa (ros. 8-й гвардейский механизированный Прикарпатско-Берлинский Краснознамённый, ордена Суворова корпус) – związek operacyjno-taktyczny wojsk w składzie Armii Czerwonej w okresie II wojny światowej.
Rozkazem Ludowego Komisariatu Obrony nr 306 z 23 października 1943 3 Korpus Zmechanizowany ze względu na bohaterstwo i odwagę został przemianowany na 8 Gwardyjski Korpus Zmechanizowany. Korpus brał udział w działaniach bojowych przeciw armii niemieckiej, wśród których były: bitwa o Kijów (13.11.1943 – 22.12.1943), Operacja dnieprowsko-karpacka (wyzwolenie prawobrzeżnej Ukrainy), (24.12.1943 – 17.04.1944), operacja lwowsko-sandomierska (13.07.1944 – 29.08.1944), operacja wiślańsko-odrzańska (12.01.1945 – 03.02.1945), operacja warszawsko-poznańska (14.01.1945 – 03.02.1945), operacja pomorska (10.02.1945 – 04.04.1945) i operacja berlińska w czasie której zdobyto stolicę III Rzeszy. 
Uczestnicząc w działaniach bojowych na ziemiach polskich 8 Gwardyjski Korpus Zmechanizowany miał między innymi za zadanie uchwycić przeprawy na rzece Warcie i odciąć wojskom niemieckim drogę odwrotu z rejonu Łodzi. Oddziały korpusu (1 gwardyjska brygada pancerna dowodzona przez płk Abrama Tiemnika) uczestniczyły w walkach o przejęcie z rąk niemieckich Aleksandrowa Łódzkiego, udało się go zdobyć 18 stycznia 1945 roku.

## Dowództwo korpusu
Dowódcy:
- gen. por. Siemion Kriwoszein 23.10.1943 – 00.01.1944;
- gen. mjr Iwan Driomow 03.01.1944 – 00.06.1945[3].

Szefowie sztabu:
- płk Wasilij Georgiewicz (23.10.1943 - 30.12.1943)
- płk Gieorgij Sydorowicz (30.12.1943 - 31.05.1944)
- płk Władimir Woronczenko (31.05.1944 - 30.06.1945)

## Struktura organizacyjna
Skład w latach 1944-1945:
- 19 Gwardyjska Brygada Zmechanizowana
- 20 Gwardyjska Brygada Zmechanizowana, dowódca: płk Aleksiej Anfimow[2]
- 21 Gwardyjska Brygada Zmechanizowana
- 1 Gwardyjska Brygada Pancerna, dowódca: płk Abram Tiemnik[2]